# Я звинувачую (фільм, 1938)
«Я звинувачую» (фр. J'accuse) — французька воєнна драма 1938 року, поставлена режисером Абелем Ґансом. Рімейк німого фільму А. Ґанса 1919 року, нині втраченого.

## Сюжет
Солдат Жан Діаз, чистильник окопів, кохає Едіт — дружину іншого солдата Франсуа Лорена. Патруль Лорена отримує завдання вирушити до Дамського яру — небезпечне, що добре прострілюється місце, де вже загинули дванадцять патрулів. Жан Діаз присягається Лорену, що Едіт для нього нічого не означає і не означатиме. Після винищення патрулів Діаз один залишається живим і просить дозволу змінити іншого солдата, батька чотирьох дітей. Його прохання виконане. Відразу ж після припинення вогню ховають загиблих солдатів із повністю знищеного патруля. Але Жан Діаз, що лежить серед мерців, ще дихає. Лорен, помираючи, потискує йому руку. Жан Діаз відвідує вдову Лорена і говорить, що більше не кохає її. Перед могилами своїх товаришів він присягається не дати розгорітися новій війні.
Минають роки. Після смерті хазяїна Діаз отримує у спадок завод, де працює другий спадкоємець — інженер Анрі Шиме: той самий офіцер, який відправив колись останній патруль до Дамського яру, хоча усі були проти цього кроку. Діаз і Шиме кохають одну жінку — Елен, доньку Лорена. Поки Європа готується до нової війни, Жан Діаз, вірний своїй присязі, хоче самостійно зупинити її. Йому докучає психоз, викликаний переміщенням осколка в його мозку. Елен і Шиме одружуються та повертаються з Венеції. Діаз міг би зруйнувати їхнє щастя: досить було сказати, що Шиме відправив батька своєї дружини на вірну смерть. Крім того, Шиме вкрав у Діаза винахід — ударостійке скло, — щоб продати його Міністерству оборони. Але Жан Діаз не хоче нікому зла. Його покликання — жертвувати собою. «Я уникнув, — говорить він, — небезпеки щастя».
Діаз приходить на кладовищі біля Дуамона та врочисто просить допомоги у мерців. Незабаром з кладовищ зникають хрести. Мерці Першої світової війни встають з могил і всі разом виходять на дороги. Каліки, інваліди, кульгаві, — ця армія примар всюди сіє паніку. Європу паралізує жах. Особливим декретом скликаються Всесвітні Генеральні Штати, які скасовують війну. Одноголосно ухвалено рішення про всесвітнє роззброєння.

## У ролях
| • Віктор Франсен | … | Жан Діаз             |
| • Лін Норо       | … | Еліт Лорен           |
| • Жан-Макс       | … | Анрі Шиме            |
| • Рене Девіллє   | … | Елен Лорен           |
| • Андре Нокс     | … | мосьє Леотар П'єрфон |
| • Марсель Делетр | … | Франсуа Лорен        |
| • Марі Лу        | … | співачка             |
| • Жорж Сайяр     | … | Жиль Тенан           |
| • Поль Аміо      | … | капітан              |
| • Жан-Луї Барро  | … |                      |
| • Жорж Роллен    | … | П'єр Фон             |

## Знімальна група
- Автори сценарію — Абель Ґанс, Стів Пассер
- Режисер-постановник — Абель Ґанс
- Продюсер — Абель Ґанс
- Оператор — Роже Юбер
- Композитор — Анрі Вердюн
- Монтаж — Мадлен Кретоль
- Художник-постановник — Анрі Мае
- Художник-декоратор — Анрі Мае

## Навколо фільму
Фільм, що вийшов 1938 року в 165-хвилинній версії, був заборонений у 1939 році і повернувся на екрани в 1947-му в 104-хв. варіанті. Тривалість копії, що зберігається у «Французькій сінематеці», — 116 хвилин.